# Their First LP
Albums de The Spencer Davis Group
The Second Album
Their First LP est le premier album du Spencer Davis Group.

## Titres
1. My baby
2. Dimples
3. Searchin'
4. Every Little Bit Hurts
5. Sittin' and Thinkin'
6. I'm Blue
7. I Can't Stand It
8. Here Right Now
9. Jump Back
10. It's Gonna Work Out Fine
11. Midnight Train
12. It Hurts Me So